# Jan Poortman
Jan Poortman (de Wijk, 1897 - 1984) was een Drentse schrijver en onderwijzer, die te boek stond als kenner van de geschiedenis van Zuidwest-Drenthe. Hij had ook interesse voor Nedersaksische literatuur, inclusief die van Duitsland.

## Opleiding en werk
Poortman werd geboren in een boerengezin en deed de onderwijzersopleiding in Meppel. Tussen 1919 en 1924 gaf hij les in IJhorst, de Wijk, Aduard en Meppel. In deze laatste plaats werd hij in 1924 hoofd van de school. Ook gaf hij les aan de Handelsavondschool, intussen studeerde hij voor de akte M.O.-Nederlands. Verder werkte hij als verslaggever en feuilletonschrijver voor de Meppeler Courant, de NRC en een reeks noordelijke kranten.

## Schrijver
Door zijn archief- en veldonderzoek verkreeg Poortman een breede kennis van 't landschap, de geschiedenis, streektaal en cultuur van Drenthe en aangrenzend Duitsland. Hij bewerkte Platduitse literatuur voor Nedersaksische lezers; zo zette hij F.G. Lottmann zijn roman Dat Hus sünner Lücht over in 't Zuidwest Zuid-Drents (verschenen als Siebo Siebels' zwoare gaank, 1932). Vanaf 1935 was Poortman schrijver voor Maandblad Drenthe, met onder andere gedichten, besprekingen en essays over de schilderkunst en volkskunst. In 't Nedersaksisch schreef hij gedichten, vaak met een historische inslag, die in dagbladen werden afgedrukt.
Eind jaren dertig was Poortman betrokken bij de oprichting van Saksenland, een tijdschrift gerelateerd aan Blut und Boden. Hij werkte ook voor de pro-Duitse boerenorganisatie Landbouw en Maatschappij. Voor deze beweging schreef hij de openluchtspelen De oude strijd (1939) en Als het daagt... (1940); ook werkte hij - tot december 1940 - mee aan het orgaan Landbouw en Maatschappij.
Omstreeks 1942 ging hij in 't verzet; hij werd districtsleider en ging onder de schuilnaam Chris Senior, als hoofd van de Route Noord van de Geheime Dienst Nederland (GDN), N 105, informatie voor de Centrale Inlichtingendienst - later het Bureau Inlichtingen - verzamelen. Zo verstrekte hij inlichtingen over de vorderingen van de bouw van een militair vliegveld bij Havelte. Hij verzorgde een jaar lang het fotograferen van de inlichtingen van heel Nederland op kleinbeeld-negatieven die daarna naar Engeland werden gesmokkeld. Voor zijn rol in het verzet kreeg hij Nederlandse, Canadese, Franse en Belgische oorlogs-onder-scheidingen. Tijdens de oorlog bleef hij publiceren, maar hij werd geen lid van de Kultuurkamer. In 1957 werd Poortman benoemd tot Ridder in de Orde van Oranje Nassau.
In 1947 werd hij benoemd tot lid van de Maatschappij der Nederlands(ch)e Letterkunde. Veel poëzie schreef Poortman niet: in 1949 en 1958 leverde hij gedichten voor de koppermaandagprenten. In 1963 werd hem de Culturele Prijs van Drenthe verleend. Ook op gevorderde leeftijd bleef hij geïnteresseerd in historische literatuur en schreef hij enige historische feuilletons.